# Palazzo Vescovile (Bressanone)
Il Palazzo Vescovile, in tedesco Bischofsresidenz o semplicemente Hofburg, è un grande edificio storico, residenza dei principi vescovi, di Bressanone, nell'Alto Adige.
Dal 1976 ospita il Museo Diocesano della città.

## Storia e descrizione

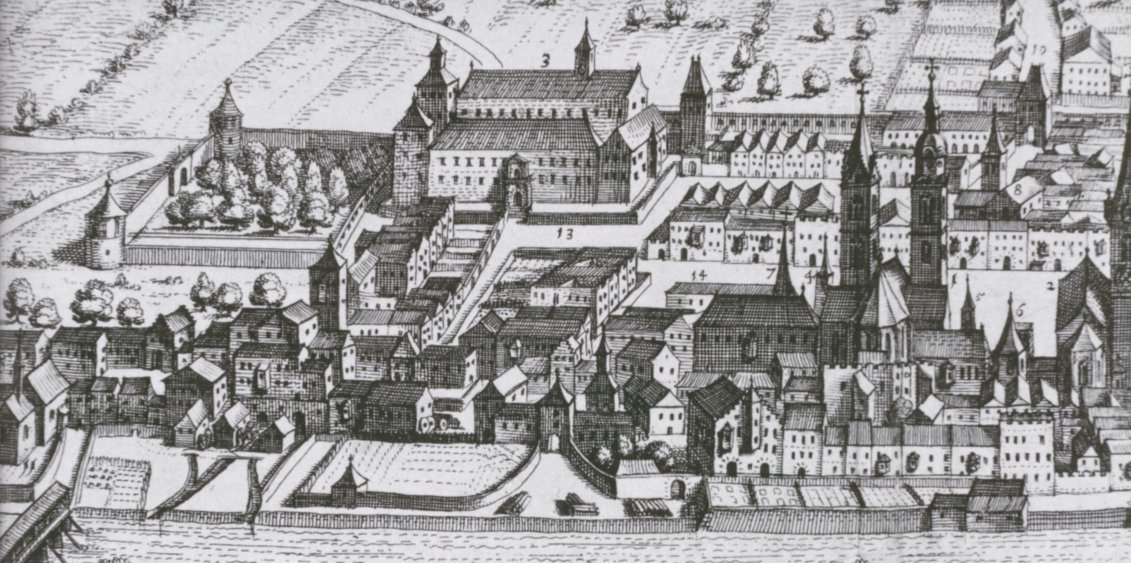
Il complesso in una stampa del 1649.

Un primo edificio in questo luogo venne eretto nel 1296 come residenza dei Signori di Bressanone. All'epoca si trovava adiacente all'angolo sud-occidentale delle mura.
Nel 1595 il cardinale Andrea d'Austria, Principe vescovo di Bressanone, iniziò il grande cantiere di ristrutturazione per trasformarlo in una sontuosa residenza. 
Il progetto venne affidato all'architetto di corte Alberto Lucchese, che concepì un progetto italianeggiante, tardo-rinascimentale.
Alla morte del cardinale, il suo successore Christoph Andreas von Spaur portò avanti i lavori di restauro del complesso, senza però seguire i piani del suo predecessore. Inoltre nel 1710 il principe vescovo Kaspar Ignaz von Künigl zu Ehrenburg, apportò aggiunte e modifiche barocche.
Il palazzo fu residenza dei Principi-vescovi di Bressanone fino al 1973, dal 1976 è sede del Museo diocesano.

### Cortile Interno

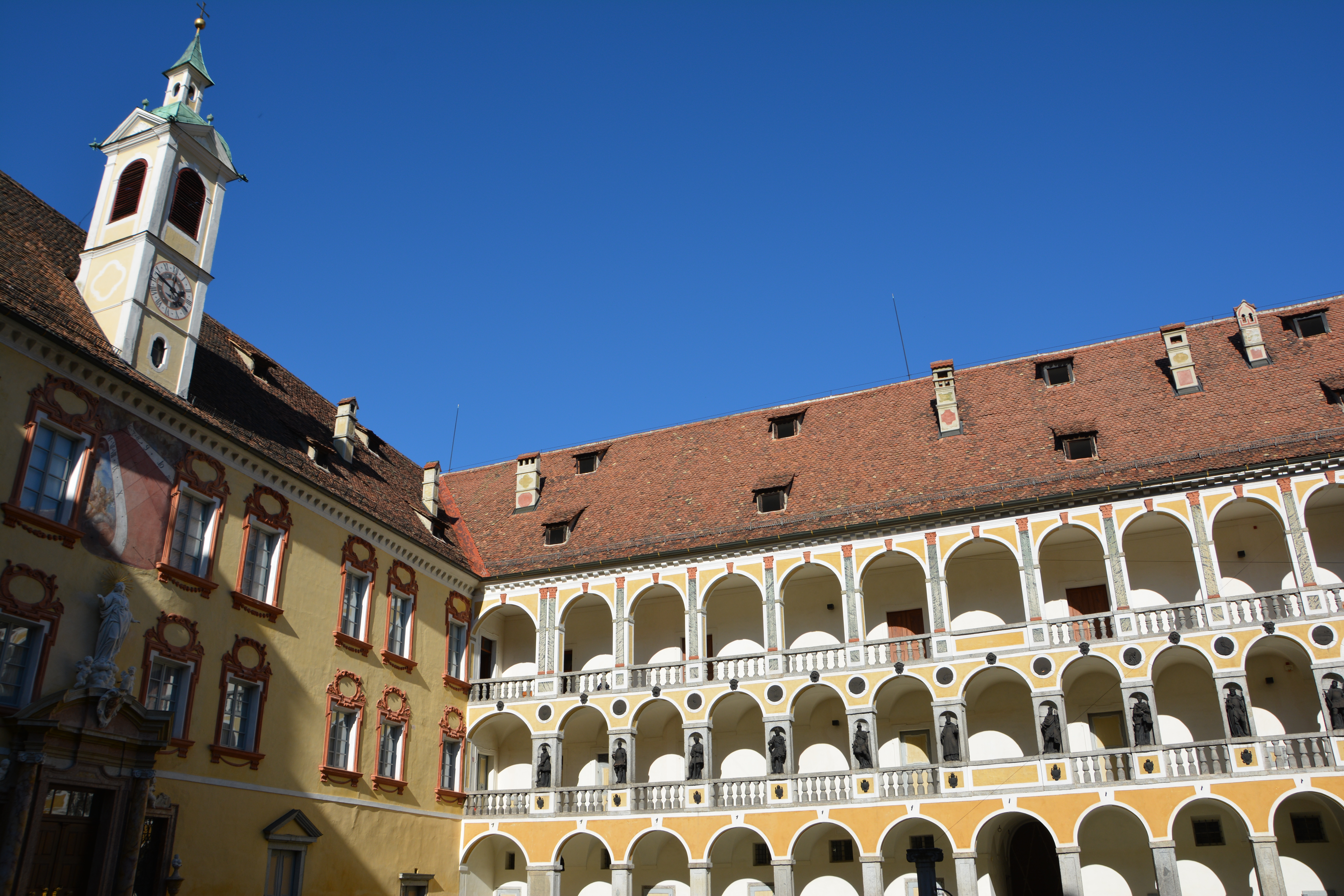
Veduta delle ali del cortile.

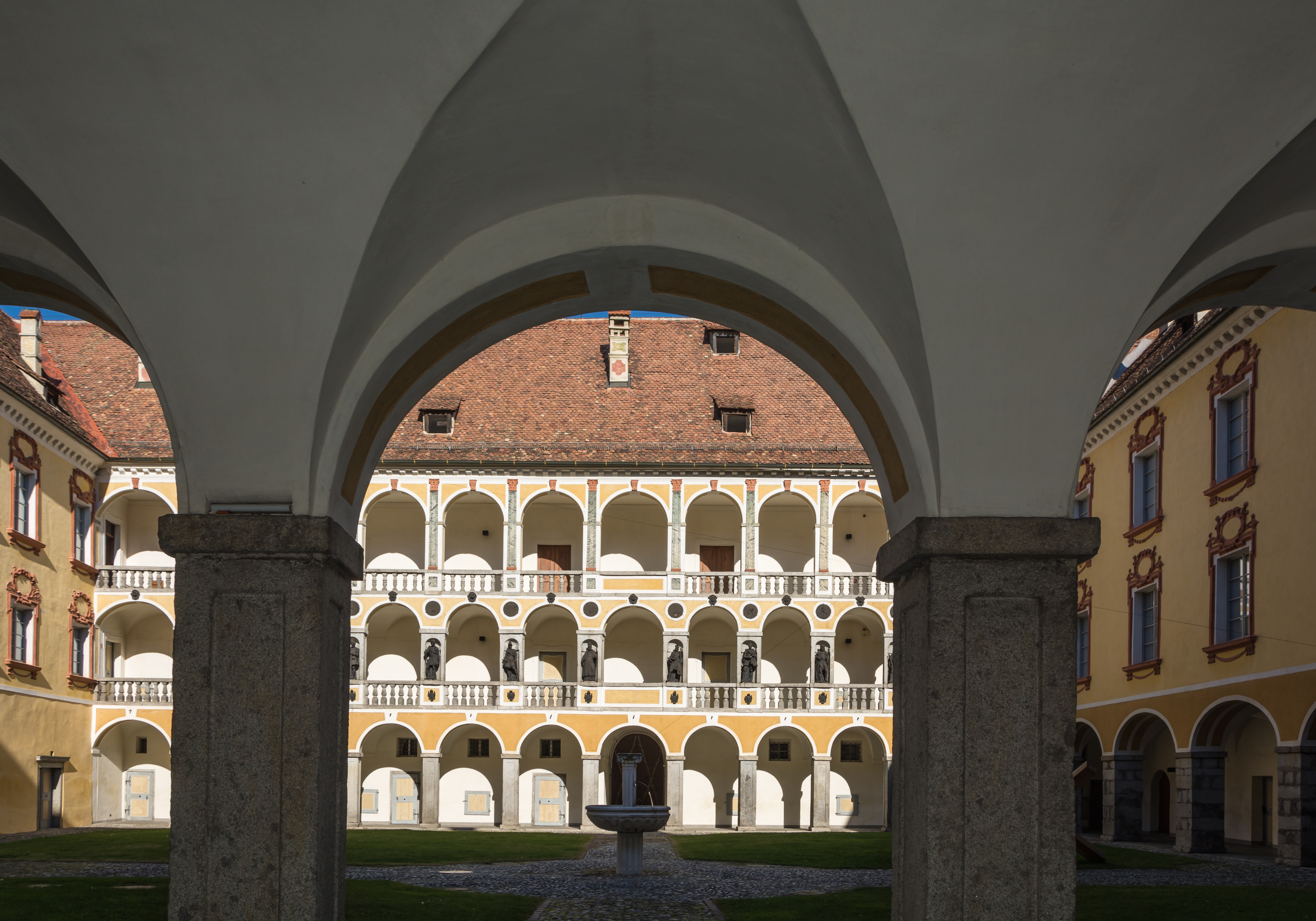
Il cortile.

Il complesso è incentrato sul grande cortile chiuso da quattro ali di tre piani. 
Quelle meridionali e settentrionali, presentano un triplice loggiato, mentre risultano barocche le facciate ad est ed a ovest.
Tra le arcate del secondo livello dei loggiati, trovano posto 44 statue in terracotta rappresentanti i membri della famiglia degli Asburgo, opera del 1600 dello scultore Hans Reichle.
All'interno dell'ala di levante venne realizzata nel 1606 la Cancelleria Aulica (la Hofkanzlei), dove si trovano il tavolo e le sedie, differenti nella forma le une dalle altre per indicare l'ordine gerarchico dei singoli componenti.
Nell'anticamera, sopra il rivestimento in cirmolo, si trova un importante fregio pittorico raffigurante gli stemmi dei componenti del Consiglio dal 1543 al 1791.

### Appartamenti principeschi

#### Appartamento vescovile

La Sala del Trono.

Dal 1976 ospitano il Museo Diocesano della città.
L'appartamento vescovile occupa gli ambienti sud e sud-ovest del secondo piano del palazzo per volere del principe vescovo Kaspar Ignaz von Künigl zu Ehrenburg, il quale fece anche realizzare l'appartamento imperiale.
Dal 1710 quest'ala del palazzo venne ripetutamente modificata a seconda delle esigenze e per questo motivo non è rimasto granché del mobilio e dell'arredamento originale.
Nelle sale dei ricevimenti e del cameriere sono esposti diversi ritratti di prelati e principi vescovi, mentre nel locale di ricreazione, poi studio privato del vescovo, è conservata una preziosa stufa in maiolica, realizzata nel 1546 da Bartlmä Dill Riemenschneider, con formelle dipinte raffiguranti la storia di Giasone e Medea.

#### Appartamento imperiale
Dal Medioevo in poi, gli imperatori tedeschi, scendendo in Italia, si facevano ospitare dai vescovi di Bressanone, principi del loro regno. Già nel precedente palazzo, nell'angolo di sud-ovest, era presenti locali riservati esclusivamente all'imperatore ed al suo seguito.
Tra il 1707 e il 1711, il principe vescovo Kaspar Ignaz conte di Künigl avviò un importante cantiere di ammodernamento del secondo piano dell'ala ovest del palazzo vescovile al fine di realizzare adeguati ambienti per le visite dell'imperatore.
L'appartamento imperiale è composto da una sala di ricevimento, una piccola anticamera, una sala da pranzo, un soggiorno ed un salottino cinese. Questi ambienti presentano una decorazione ad affresco, a stucco ed una pregiata tappezzeria veneziana in seta. In due salette dell'ala imperiale sono esposte la preziosa argenteria da tavola, proveniente da Asburgo, e una ricca collezione di porcellane di manifattura imperiale della corte di Vienna, acquistate appositamente per l'arrivo di Maria Teresa d'Austria nel 1765.

### Cappella
Vero e proprio gioiello del primo Settecento, la cappella aulica, intitolata all'Immacolata Concezione, è ubicata nell'ala ovest del palazzo vescovile ed è parte integrante del percorso museale.
Ristrutturata nel 1707 per volere del principe vescovo Kaspar Ignaz conte di Künigl, la cappella custodisce al proprio interno, sulla volta, luminosi affreschi del pittore austriaco Kaspar Waldmann e quattro interessanti tavole, raffiguranti scene della vita di Maria, del medesimo artista. L'altare maggiore è opera di Cristoforo Benedetti, la decorazione in stucco di Bernardo Pasquale, mentre la pala d'altare è opera di Johann Georg Dominikus Graßmair.